# Odontria puncticollis
Odontria puncticollis är en skalbaggsart som beskrevs av Thomas Broun 1916. Odontria puncticollis ingår i släktet Odontria och familjen Melolonthidae. Inga underarter finns listade i Catalogue of Life.